# Graptopetalum occidentale
Graptopetalum occidentale là một loài thực vật có hoa trong họ Crassulaceae. Loài này được Rose ex E.Walther miêu tả khoa học đầu tiên năm 1933.